# محمد أمين زكي
محمد أمين زكي (1880 - 1948) مؤرخ كُردي من العراق من مواليد مدينة السليمانية يعتبر أول مؤرخ في العصر الحديث حاول وبصورة علمية دراسة الجذور التاريخية للشعب الكُردي. طبع في 15 مارس 1931، كتابه المشهور «خلاصة تاريخ الكرد وكردستان» والذي يعتبر من قبل كثير من الباحثين ثاني أهم مرجع في تاريخ الكُرد بعد كتاب الشرفنامة للمؤرخ شرف الدين البدليسي الذي يعتبر أول كتاب عن تاريخ الإمارات الكردية.
كان الدافع الرئيسي لمحمد أمين زكي في البدأ بهذا المشروع الضخم وحسب مقدمة كتابهِ هو انعدام المعلومات الأكاديمية عن جذور الكرد حيث وعلى لسانه ان شعوره بالأنتماء القومي ازداد بعد سقوط الإمبراطورية العثمانية ولكنه لم يكن يعرف شيئاً عن تاريخ القوم الذي ينتسب إليهم وبعد استفساره عن جذور الكرد من رؤساء العشائر الكردية وعلماء الدين الكُرد قرر البدأ بحملتهِ إذ ان الجوابين الذين حصل عليهما لم يكن مقنعاً حيث كانت الروايتان وعلى لسانهِ في مقدمة الكتاب «أوصل أحدهما أصل الكرد ومنشأهم ـ برواية مضطربة وسند ضعيف ـ إلى كرد بن عمرو القحطاني، وجعل الآخر أصل الكرد منحدراً من سلالة جني من الجان يُدعى (جاساد)».
قام زكي بالبحث في مكتبات إسطنبول وألمانيا وفرنسا وزار العديد من المتاحف أثناء حملته الفردية الشاقة للبحث عن تاريخ الكرد وإستند بالأضافة إلى تلك المخطوطات إلى دراسة من روسيا للمستشرق فلاديمير مينورسكي عن الكرد بالأضافة إلى معلومات من سيدني سميث مدير دار الآثار العراقية آنذاك.
بعد سنوات من الدراسة توصل المؤرخ إلى نظريتهِ الخاصة في منشأ الكرد وهي ان الشعب الكردي يتألف من طبقتين من الشعوب، الطبقة الأولى التي كانت تقطن كردستان منذ فجر التاريخ "ويسميها محمد أمين زكي" شعوب جبال زاكروس" وهي وحسب رأي المؤرخ المذكور شعوب "لولو، كوتي، كورتي، جوتي، جودي، كاساي، سوباري، خالدي، ميتاني، هوري، نايري" وهي الأصل القديم جدا للشعب الكردي والطبقة الثانية: هي طبقة الشعوب الهندو- أوربية التي هاجرت إلى كردستان في القرن العاشر قبل الميلاد، واستوطنت كردستان مع شعوبها الأصلية وهم " الميديين والكاردوخيين"، وامتزجت مع شعوبها الأصلية ليشكلا معا الأمة الكردية.

## مؤلفاته
- كتاب تاريخ السليمانية[1]
- كتاب تاريخ الدول والإمارات الكردية في العهد الإسلامي[1]
- كتاب خلاصة تاريخ الكرد وكردستان.